# 站前街道 (齐齐哈尔市)
站前街道是中国黑龙江省齐齐哈尔市铁锋区下辖的一个街道。南树园小区为铁路职工居住区，于1935年由满铁开发，供日籍干部使用。